# ۱۸۹۱
۱۸۹۱ میلادی نود و یکمین روز سده نوزدهم در گاه‌شماری میلادی بود.

## زادروزها
- ۱ ژانویه – چارلز بیکفورد، بازیگر آمریکایی (د. ۱۹۶۷)
- ۸ ژانویه – والتر بوث، فیزیک‌دان آلمانی (د. ۱۹۵۷)
- ۲۲ ژانویه – آنتونیو گرامشی، ژورنالیست، سیاست‌مدار، نویسنده و فیلسوف ایتالیایی (د. ۱۹۳۷)
- ۲۳ ژانویه – آنتونیو گرامشی، تئوریسین سیاسی مارکسیست و از بنیان‌گذاران حزب کمونیست ایتالیا
- ۲۷ ژانویه – ایلیا ارنبورگ، ژورنالیست، نویسنده و شاعر اهل شوروی (د. ۱۹۶۷)
- ۹ فوریه – رونالد کولمن، بازیگر بریتانیایی (د. ۱۹۵۸)
- ۱۳ فوریه – گرنت وود، نقاش آمریکایی (د. ۱۹۴۲)
- ۱۰ مارس – سام جافی (بازیگر)، بازیگر آمریکایی (د. ۱۹۸۴)
- ۲۶ مارس – ویل رایت (بازیگر)، بازیگر آمریکایی (د. ۱۹۶۲)
- ۲ آوریل – مکس ارنست، شاعر، نقاش و مجسمه‌ساز آلمانی (د. ۱۹۷۶)
- ۲۳ مه – پار لاگرکویست، نویسنده سوئدی (د. ۱۹۷۴)
- ۲ ژوئن – تاکیجیرو اونیشی، نظامی ژاپنی (د. ۱۹۴۵)
- ۵ ژوئیه – جان هاوارد نورثروب، شیمی‌دان آمریکایی (د. ۱۹۸۷)
- ۱۲ سپتامبر – سیدنی مشبیر، نظامی اهل ایالات متحده آمریکا (د. ۱۹۷۳)
- ۲۰ اکتبر – جیمز چدویک، فیزیکدان انگلیسی
- ۱۵ نوامبر - اروین رومل، نظامی و فیلدمارشال آلمانی (د. ۱۹۴۴)
- ۲۴ نوامبر - ماکس آمان، سیاست‌مدار آلمانی و رئیس اتاق مطبوعات رایش سوم (د. ۱۹۵۷)
- ۲۹ نوامبر – یولیوس راب، سیاست‌مدار اتریشی و پانزدهمین صدراعظم این کشور (د. ۱۹۶۴)
- ۱۰ دسامبر – نلی زاکس، شاعر و نویسنده آلمانی (د. ۱۹۷۰)
- ۱۴ دسامبر – کاترین مک‌دانلد، بازیگر آمریکایی (د. ۱۹۵۶)
- ۲۶ دسامبر – هنری میلر، نویسنده آمریکایی

## درگذشت‌ها
- ۱۱ ژانویه - بارون هاوسمن طراح شهری فرانسوی
- ۱۴ فوریه – ویلیام شرمن، نظامی آمریکایی (ز. ۱۸۲۰)
- ۲۹ مارس - ژرژ سورا نقاش فرانسوی و بنیانگذار نودریافتگری
- ۶ ژوئن – جان ای. مک‌دانلد، سیاست‌مدار و وکیل کانادایی (ز. ۱۸۱۵)
- ۴ ژوئیه – هانیبال هملین، سیاست‌مدار و دیپلمات آمریکایی (ز. ۱۸۰۹)
- ۱۲ اوت – جیمز راسل لوول، شاعر و دیپلمات آمریکایی (ز. ۱۸۱۹)
- ۱۴ اوت – سارا پولک، سیاست‌مدار آمریکایی (ز. ۱۸۰۳)
- ۲۷ اوت – ساموئل سی. پومروی، سیاست‌مدار آمریکایی (ز. ۱۸۱۶)
- ۲۹ دسامبر – لئوپولد کرونکر، ریاضی‌دان آلمانی (ز. ۱۸۲۳)
- ۱۰ نوامبر – آرتور رمبو شاعر فرانسوی